# Карташов (хутор)
Карташов — упразднённый хутор в Лабинском районе Краснодарского края России. На момент упразднения входил в состав Харьковского сельского округа. В 1997 году включен в состав хутора Харьковский и исключен из учётных данных.

## География
Располагался на правом берегу реки Грязнуха 2-я, ныне южная часть хутора Харьковский.

## История
По данным на 1925 год хутор Карташов состоял из 44 хозяйства. В административном отношении входил в состав сельсовета Союза 16-ти хуторов Вознесенского района Армавирского округа Северо-Кавказского края.
Постановлением заксобрания Краснодарского края от 27 мая 1997 года № 639-П хутор в состав хутора Харьковский и исключен из учётных данных.

## Население
По данным на 1925 год на хуторе проживало 254 человека, в том числе 137 мужчин и 117 женщин.